# Egon Friedell

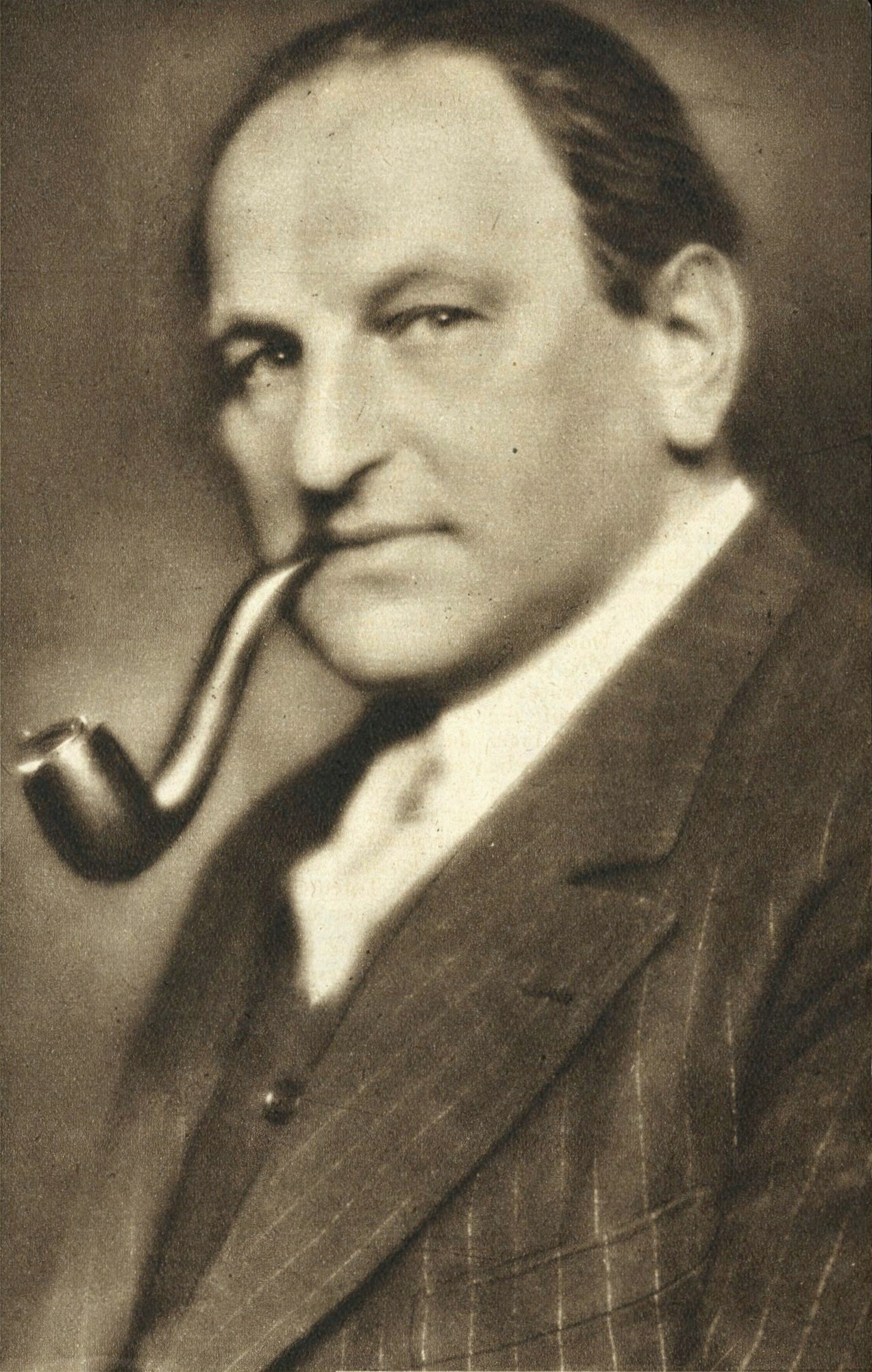
Egon Friedell, vor 1932 (fotografiert von Edith Barakovich)

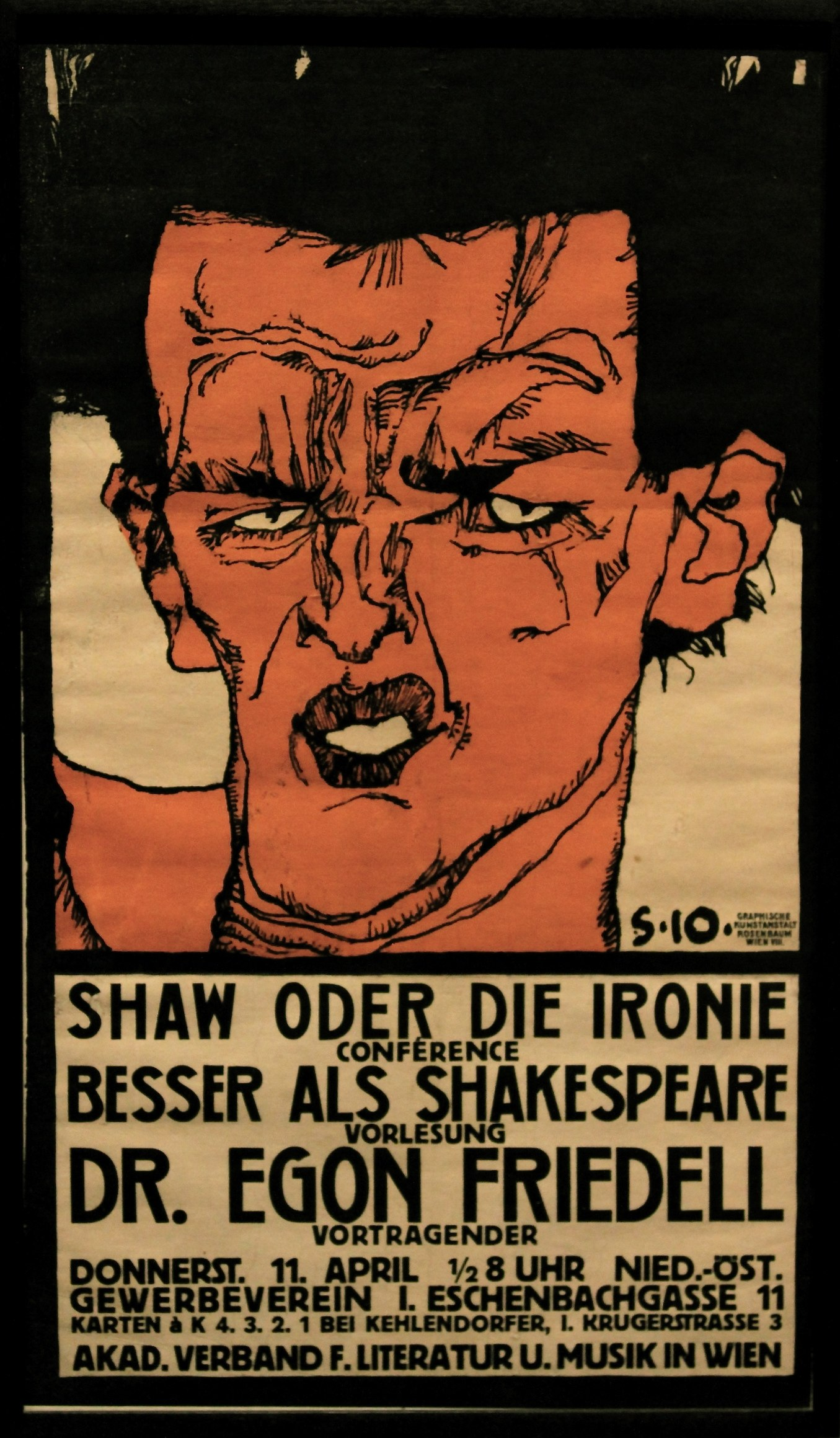
Plakat von Egon Schiele (1912)

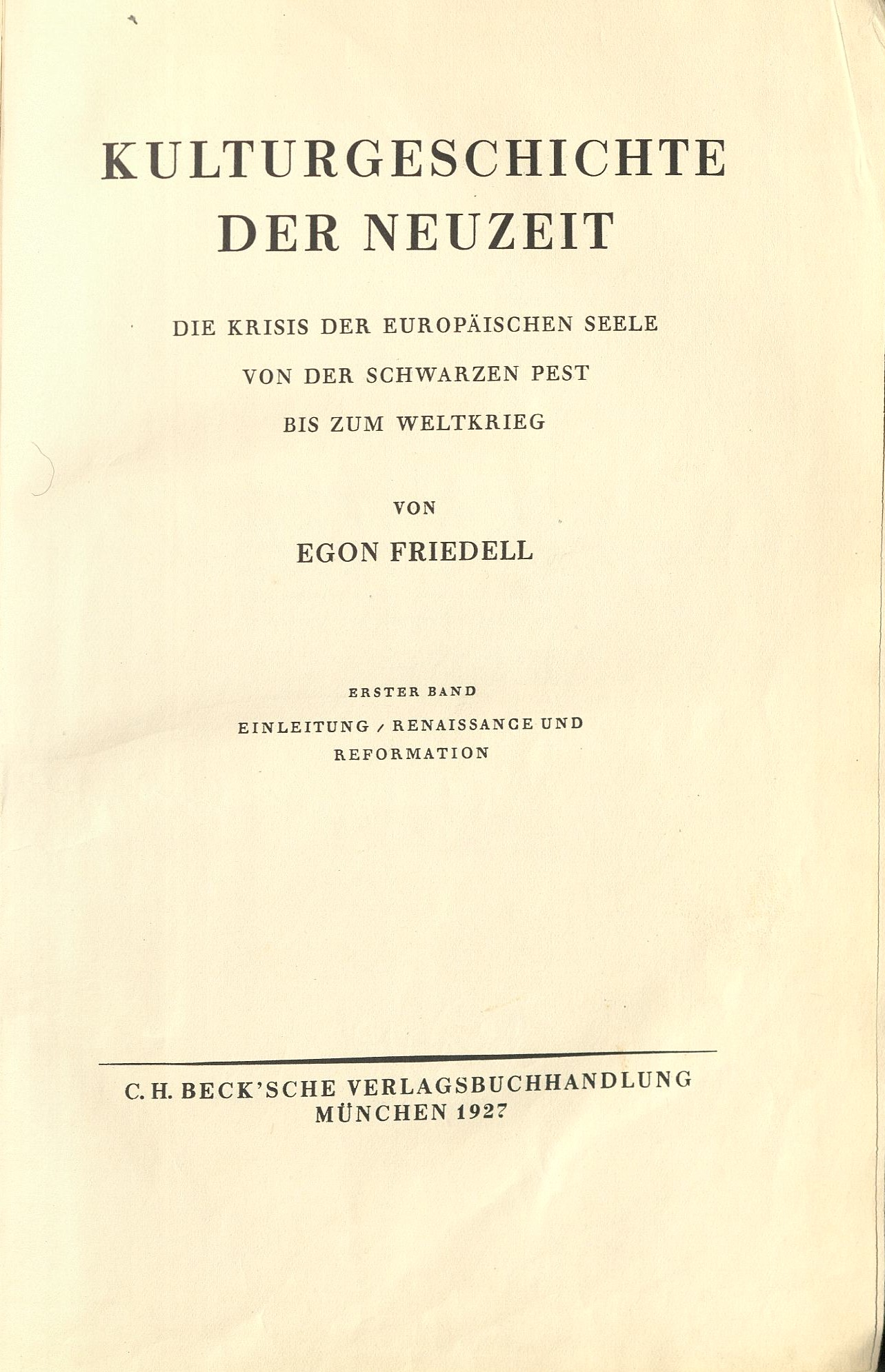
Kulturgeschichte der Neuzeit, Erster Band, 1927

Egon Friedell, vereinzelt auch Egon Fridell geschrieben, vor 1916 Egon Friedmann (* 21. Jänner 1878 in Wien, Österreich-Ungarn; † 16. März 1938 ebenda), war ein österreichischer Journalist und Schriftsteller, der als Dramatiker, Theaterkritiker und Kulturphilosoph hervortrat. Außerdem wirkte er als Schauspieler, Kabarettist und Conférencier.

## Leben

### Herkunft und Schulzeit
Friedell war das dritte Kind des jüdischen Seidentuchfabrikanten Moriz Friedmann und dessen Ehefrau Karoline, geborene Eisenberger. Die Mutter verließ die Familie, als Egon ein Jahr alt war, und ließ bei ihrem Mann auch die drei Kinder zurück. Die Ehe der Eltern wurde 1887 geschieden. Am 50. Geburtstag Friedells tauchte die Mutter bei dem nun wohlhabenden und renommierten Sohn auf und verlangte Alimentezahlungen, die dann per Gerichtsurteil erzwungen wurden.
Nach dem Tod seines Vaters 1891 lebte Egon bei einer Tante in Frankfurt am Main. Dort ging er zur Schule, wurde aber wegen ungebührlichen Benehmens nach zwei Jahren vom Unterricht ausgeschlossen. Er galt als Störenfried. Es folgten diverse Schulen in Österreich und Deutschland. 1897 konvertierte er zum evangelisch-lutherischen Glauben. Im September 1899 bestand er im vierten Anlauf an dem von Konrad Duden geleiteten Gymnasium in Bad Hersfeld das Abitur.

### Studium
Bereits 1897 hatte er sich als Gasthörer an der Friedrich-Wilhelms-Universität zu Berlin für Germanistik, Naturwissenschaften und Philosophie eingeschrieben. Nach dem Abitur wechselte er an die Ruprecht-Karls-Universität Heidelberg, um beim Hegelianer und Philosophiehistoriker Kuno Fischer zu studieren.
1899 erhielt er nach juristischen Auseinandersetzungen mit seinen Verwandten das Erbe seines Vaters zugesprochen, so dass er sich nun in Wien in finanzieller Unabhängigkeit ganz seinen Interessen widmen konnte, die in alle Bezirke des Wissens hineinreichten. Er bezog eine Wohnung in Wien 18, Gentzgasse 7, die er bis zu seinem Tode bewohnte.
Von 1900 an studierte Friedell in Wien neun Semester Philosophie. Er stieß während dieser Zeit zum Literatenkreis im Café Central und zählte bald zum engsten Bekanntenkreis von Peter Altenberg. Friedell schrieb Essays für Zeitungen und Zeitschriften wie die Schaubühne oder März. 1904 wurde er mit einer Dissertation über das Thema Novalis als Philosoph promoviert, die er erstmals unter dem später amtlich registrierten Namen „Friedell“ publizierte. Die neue Endung hatte er dem Namen seines Studienfreundes, Bruno Graf zu Castell-Rüdenhausen, entlehnt.
In seinem 1905 in der Zeitschrift „Die Fackel“ veröffentlichten Artikel Vorurteile heißt es: „Das schlimmste Vorurteil, das wir aus unserer Jugendzeit mitnehmen, ist die Idee vom Ernst des Lebens. Die Kinder haben den ganz richtigen Instinkt: Sie wissen, dass das Leben nicht ernst ist, und behandeln es als Spiel […].“ Später fasste er seine Ausbildung in den Worten zusammen: „Geboren am 21.1.1878 in Wien, zweimal in Österreich und zweimal in Preußen maturiert, beim viertenmal glänzend bestanden. In verhältnismäßig kurzer Zeit in Wien zum Doktor der Philosophie promoviert, wodurch ich die nötige Vorbildung zur artistischen Leitung des Kabaretts ‚Fledermaus’ erlangte.“

### Berufliche Tätigkeiten
Ab 1906 trat er als Kabarettist und Conférencier in den Cabarets Nachtlicht und „Hölle“ sowie im Cabaret Fledermaus auf, dessen künstlerische Leitung er von 1908 bis 1910 übernahm. Felix Salten bemerkte: „Da stand nun Egon Friedell, Doktor der Philosophie, Hofnarr des Publikums und, wie die meisten Hofnarren, dem Gebieter weit überlegen.“
Gemeinsam mit Alfred Polgar veröffentlichte Friedell ab 1908 parodistische Werke wie die „Musteroperette“ Der Petroleumkönig oder Donauwalzer, das „zensurgerechte Militärstück“ („in das jede Offizierstochter ihren Vater ohne Bedenken führen kann“) Soldatenleben im Frieden und die erfolgreiche Satire auf den Schulbetrieb Goethe im Examen, in der er selbst in zahlreichen Aufführungen die Rolle des Goethe verkörperte und die ihn im ganzen deutschsprachigen Raum bekannt machte. 1910 beauftragte ihn der Verleger Samuel Fischer, eine Biografie über Peter Altenberg zu schreiben. Mit dem kulturanalytischen und -kritischen Buch, das 1912 unter dem Titel Ecce poeta erschien, war Fischer, der leichte Kost erwartet hatte, jedoch höchst unzufrieden. Es wurde deswegen nicht weiter beworben und blieb ohne Erfolg; aber es markierte den Beginn von Friedells kulturgeschichtlichem Interesse.
Als Schauspieler war Friedell erstmals 1905 in der von Karl Kraus veranstalteten Privataufführung von Frank Wedekinds Büchse der Pandora aufgetreten. Mit dem Journalisten Felix Fischer gründete er 1910 das „Intime Theater“ in der Praterstraße. Hier wurden Werke von August Strindberg, Frank Wedekind und Maurice Maeterlinck erstmals in Wien auf die Bühne gebracht. Die Unzulänglichkeiten bei den Aufführungen verhinderten aber den Erfolg dieses Theaters; Friedell war zugleich Regisseur, Bearbeiter, Beleuchter und Darsteller. 1912 gastierte der Schriftsteller in Berlin; 1913 war er kurzzeitig bei Max Reinhardt als Schauspieler beschäftigt.
Ab 1914 machten sich immer größere Alkohol- und Gewichtsprobleme bemerkbar, so dass er sich in ein Sanatorium in der Nähe von München zu einer Entziehungskur begeben musste. Vom beginnenden Ersten Weltkrieg war Friedell ebenso begeistert wie viele seiner Zeitgenossen. Er veröffentlichte chauvinistische Schriften gegen die Kriegsgegner und meldete sich als Kriegsfreiwilliger, wurde aber als untauglich abgelehnt. Er ließ seinen Familiennamen „Friedmann“ amtlich in „Friedell“ ändern, nachdem er zuvor des Öfteren schon den Künstlernamen „Friedländer“ benutzt hatte. 1916 schrieb er die Judastragödie.
Nach dem Ersten Weltkrieg fiel Friedells ererbtes Vermögen der Inflation zum Opfer. Von 1919 bis 1924 arbeitete er als Journalist und Theaterkritiker bei verschiedenen Zeitschriften und Zeitungen, darunter auch beim Neuen Wiener Journal. 1922 erschien Steinbruch – Vermischte Meinungen und Sprüche.
Daneben nahm er ein Angebot von Max Reinhardt an und arbeitete bis 1927 als Dramaturg, Regisseur und Schauspieler am Deutschen Theater in Berlin und von 1924 bis 1929 im Ensemble des Theaters in der Josefstadt in Wien, wo er 1924 in der Wiener Erstaufführung von Hofmannsthals Der Schwierige mitwirkte.
Ab 1927 nahm er wegen gesundheitlicher Probleme keine festen Stellen mehr an; stattdessen arbeitete er in Wien als Essayist, freier Schriftsteller und Übersetzer, hauptsächlich an der Kulturgeschichte der Neuzeit, deren drei Bände 1927 bis 1931 veröffentlicht wurden.
Nach der Machtergreifung der Nationalsozialisten in Deutschland 1933 wurde von allen deutschen und österreichischen Verlagen die Veröffentlichung von Friedells Werken abgelehnt. 1935 schrieb er über das Hitler-Regime: „Das Reich des Antichrist. Jede Regung von Noblesse, Frömmigkeit, Bildung, Vernunft wird von einer Rotte verkommener Hausknechte auf die gehässigste und ordinärste Weise verfolgt.“ Ende 1937 wurden Friedells Werke vom nationalsozialistischen Regime mit der Begründung beschlagnahmt, sie passten nicht zum Geschichtsbild der NSDAP. Im Februar 1938 wurde Friedells Kulturgeschichte in Deutschland schließlich verboten.

### Tod

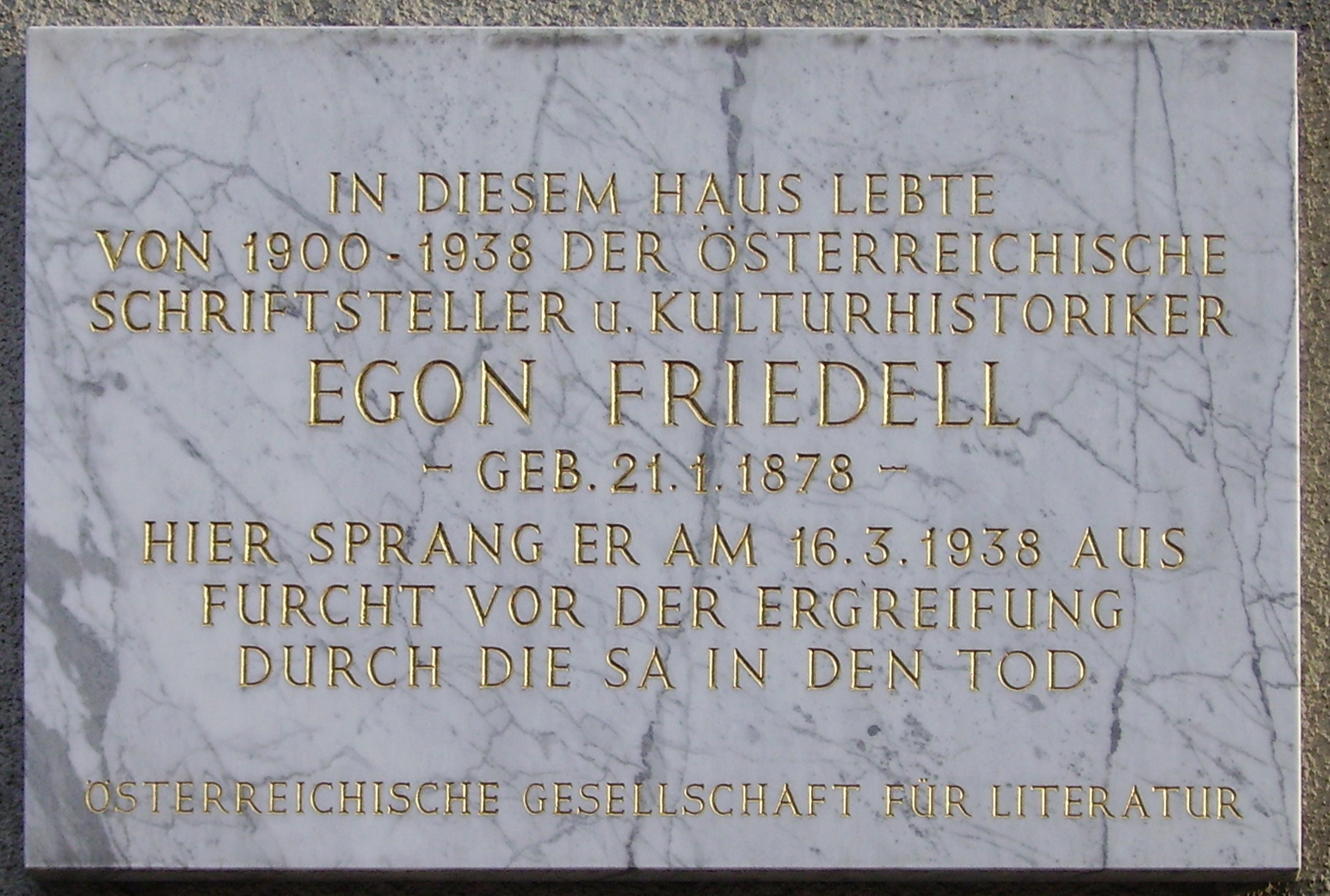
Gedenktafel am Haus Gentzgasse 7 in Wien 18

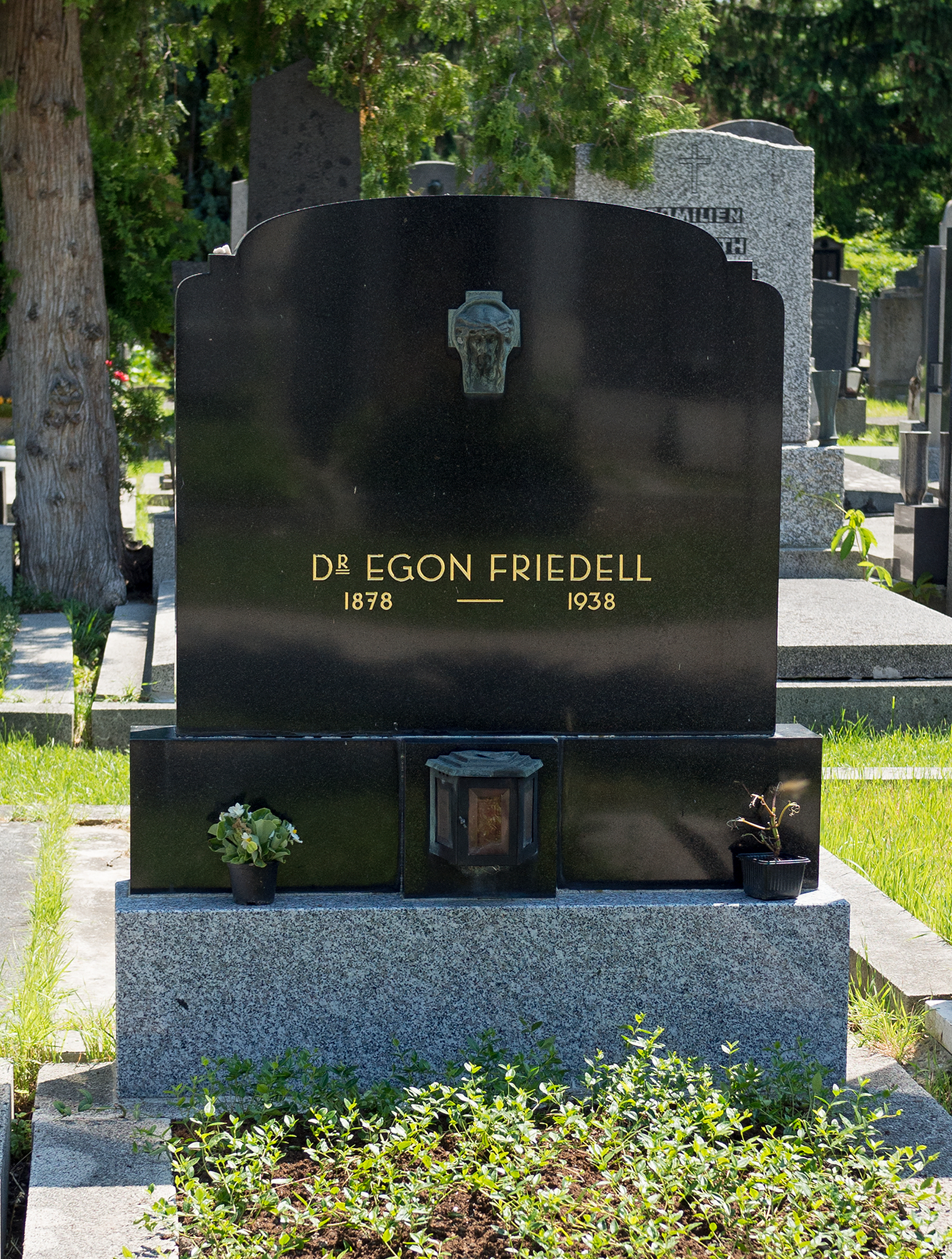
Grab von Egon Friedell auf dem Wiener Zentralfriedhof

Am 11. März 1938, einen Tag vor dem Anschluss Österreichs an das Deutsche Reich, schrieb Friedell an Ödön von Horváth: „Jedenfalls bin ich immer in jedem Sinne reisefertig“. Freunde rieten ihm vergeblich zur Ausreise; Friedell soll so verzweifelt gewesen sein, dass er sie anflehte, ihm Gift oder eine Pistole zu geben.
Am 16. März 1938 erschienen gegen 22 Uhr zwei SA-Männer vor Friedells Wohnung und fragten nach dem „Jud Friedell“. Während sie mit seiner Haushälterin sprachen, nahm er sich das Leben, indem er aus einem Fenster der im 3. Stock gelegenen Wohnung sprang. Verbrieft ist, dass er dabei nicht verabsäumte, die Passanten umsichtig mit dem Ausruf „Treten Sie zur Seite!“ zu warnen.
Friedell wurde auf dem evangelischen Friedhof Simmering beigesetzt. Anlässlich seines Todestages 2005 wurde es zum ehrenhalber gewidmeten Grab.
Hilde Spiel sagte über Friedell: „In ihm stand noch einmal die berauschende Fiktion vom universalen Menschen vor uns auf.“ Im Jahr 1954 wurde in Wien-Floridsdorf (21. Bezirk) die Egon-Friedell-Gasse nach ihm benannt. 1978 kam anlässlich seines hundertsten Geburtstages eine Briefmarke mit seinem Porträt heraus.

## Weitere Darstellung Friedells in der bildenden Kunst
- Viktor Tischler: Egon Friedell (1924, Lithografie, ca. 28 × 24,5 cm)

## Werke

### Werke zur Kulturgeschichte
Ab den späteren 1920er Jahren arbeitete Friedell in einem genau geregelten Tagesablauf an seinem Lebenswerk, dem dreibändigen Werk Kulturgeschichte der Neuzeit, in dem die Entwicklung vom späten Mittelalter bis zum Imperialismus in origineller, scharfsinniger und zum Teil anekdotischer Darstellung geschildert wird. Friedell lässt die Neuzeit mit der großen Pest von 1348 beginnen und schildert ihren Verlauf als eine Krankheitsgeschichte, die in einem „gigantischen Ödipuskomplex“ gipfele.
1925 erschien der erste Band beim Ullstein-Verlag; dessen Teilhaber Hermann Ullstein war der geschichtsschreibende Schauspieler Friedell jedoch suspekt. Nach fünf weiteren Absagen publizierte der Münchner Verleger Heinrich Beck dann ab 1927 das ganze Werk. Es war ein großer Erfolg und wurde bis heute in sieben Sprachen übersetzt. Friedell konnte in der Folge als freier Schriftsteller arbeiten; seine Werke zur Kulturgeschichte werden heute vom wissenschaftlichen Verlag C. H. Beck herausgegeben.
1936 erschien der erste Teil der Kulturgeschichte des Altertums (Kulturgeschichte Ägyptens und des Alten Orients) im Schweizer Helikon-Verlag. Postum wurde nach dem Zweiten Weltkrieg die nicht mehr vollendete Kulturgeschichte Griechenlands, der zweite Teil der Altertums-Kulturgeschichte, veröffentlicht. Geplant waren weitere Bände über die römische und frühchristliche Zeit.

### Zu Lebzeiten erschienen

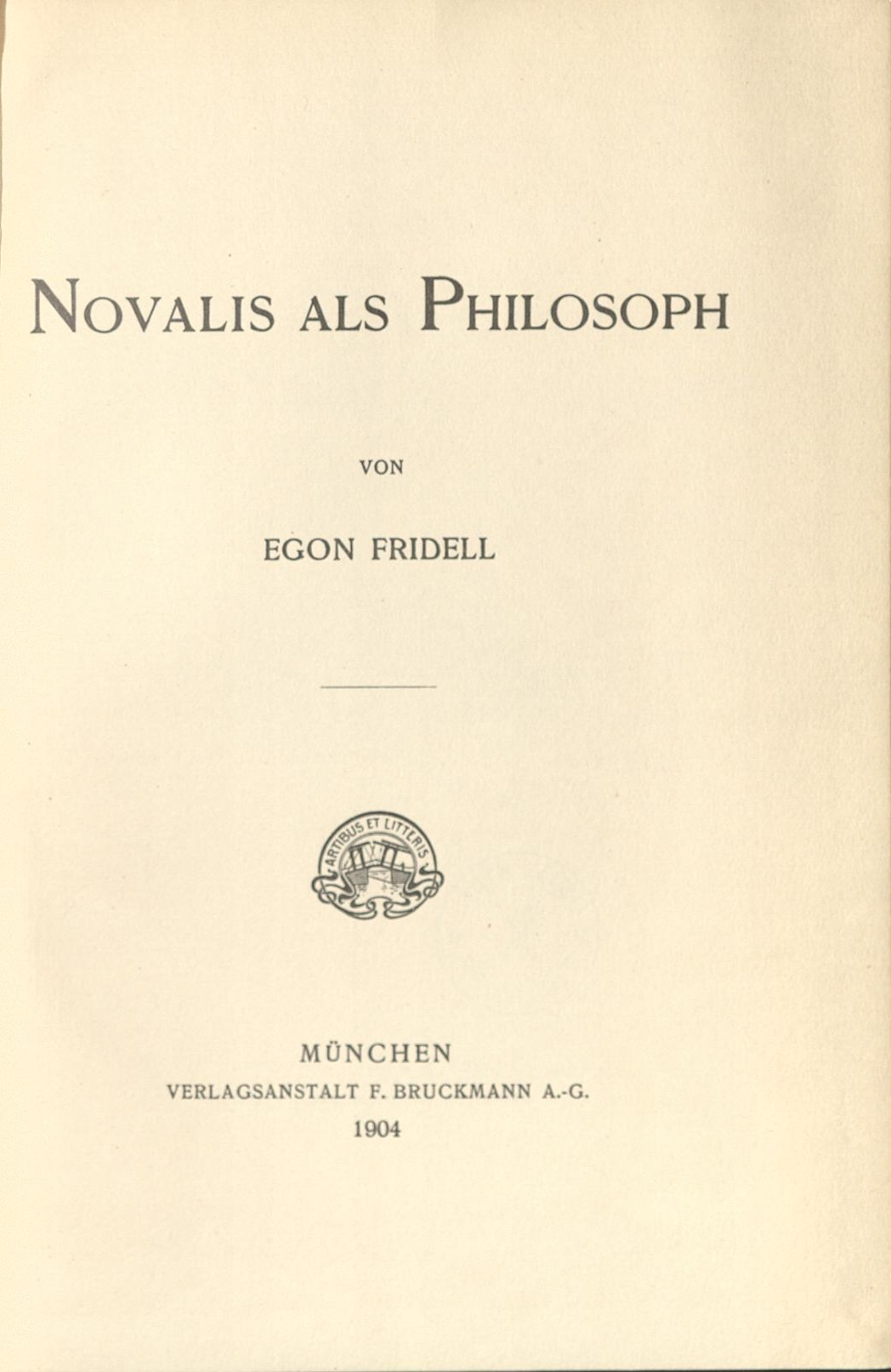
Novalis als Philosoph, 1904

- Novalis als Philosoph. Bruckmann, München 1904.
- Der Petroleumkönig. 1908.
- Goethe. Eine Szene (mit Alfred Polgar). C. W. Stern, Wien 1908.
- Ecce poeta. S. Fischer, Berlin 1912.
- Von Dante zu d’Annunzio. Rosner & Stern, Wien 1915.
- Die Judastragödie. In vier Bühnenbildern und einem Epilog. Strache, Wien 1920.
- Das Jesusproblem. Mit einem Vorwort von Hermann Bahr, Rikola, Wien 1921.
- Steinbruch. Vermischte Meinungen und Sprüche. Verlag der Wiener Graphischen Werkstätte, Wien 1922.
- „Das ist klassisch!“ Nestroy-Worte. Hg. von Egon Friedell. Mit acht Rollenbildern, Wiener-Drucke, Wien 1922.
- Kulturgeschichte der Neuzeit. Die Krisis der europäischen Seele von der schwarzen Pest bis zum Weltkrieg. 3 Bde. Beck, München 1927–31. archive.org
- Kleine Philosophie. Vermischte Meinungen und Sprüche. Phaidon, Wien 1930.
- Kulturgeschichte des Altertums. Leben und Legende der vorchristlichen Seele. Erster Teil: Ägypten und der Alte Orient. Helikon, Zürich 1936.

### Aus dem Nachlass
- Die Reise mit der Zeitmaschine. Phantastische Novelle. Piper, München 1946.
- Friedell-Brevier. Aus Schriften und Nachlaß ausgewählt von Walther Schneider. Erwin Müller, Wien 1947.
- Kulturgeschichte Griechenlands. Leben und Legende der vorchristlichen Seele. Vorbemerkung von W. Schneider. Beck, München 1949.
- Das Altertum war nicht antik und andere Bemerkungen. Hg. v. W. Schneider. Georg Prachner, Wien 1950.
- Kleine Porträtgalerie. Fünf Essays (Novalis, Carlyle, Lord Macaulay, Emerson, Peter Altenberg). Beck, München 1953.
- Aphorismen zur Geschichte. Aus dem Nachlaß. Hg. v. W. Schneider. Prachner, Wien 1950.
- Briefe. Einzige, von den Erben autorisierte Ausgabe, ausgew. u. hg. v. W. Schneider. Georg Prachner, Wien 1959.
- Ist die Erde bewohnt?. Eingeleitet und ausgewählt von W. Schneider. Stiasny, Graz/Wien 1961.
- Emerson. Sein Charakter aus seinen Werken. Bearbeitet und übersetzt von Egon Friedell. Lutz, Stuttgart o. J. (1906).
  - Ralph Waldo Emerson: Repräsentanten der Menschheit. Sieben Essays. Nachwort von Egon Friedell, Diogenes (detebe 21696), Zürich 1989, ISBN 978-3-257-21696-7.
  - Ralph Waldo Emerson: Von der Schönheit des Guten. Betrachtungen und Beobachtungen. Ausgew., übertr. und mit einem Vorw. von Egon Friedell. Mit einem Nachw. von Wolfgang Lorenz. Diogenes (detebe 22440), Zürich 1992, ISBN 3-257-22440-0.
- Abschaffung des Genies. Essays bis 1918. Hg. v. Heribert Illig. Löcker, Wien 1982, ISBN 3-85409-042-0.
- Selbstanzeige. Essays ab 1918. Hg. v. H. Illig, Löcker, Wien 1983, ISBN 3-85409-051-X.
- Meine Doppelseele. Taktlose Bemerkungen zum Theater. Hg. v. H. Illig. Löcker, Wien 1985, ISBN 3-85409-087-0.
- Kultur ist Reichtum an Problemen. Extrakt eines Lebens gezogen und vorgesetzt von Heribert Illig. Haffmans, Zürich 1989, ISBN 3-251-00159-0.
- „Über das Heroische in der Geschichte“ von Thomas Carlyle. Hg. v. W. Lorenz. Sabon, St. Gallen 2001, ISBN 978-3-907928-31-8.
- Der Schriftspieler. Autobiographische Schriften. Löcker, Wien 2002, ISBN 978-3-85409-368-8.
- Der Schatten der Antike. Das bislang fehlende Schlusskapitel der "Kulturgeschichte des Altertums". Hg. v. H. Illig. Mantis, Gräfelfing 2020, ISBN 978-3-928852-55-5.

### Filmografie
- 1922: Yves, die Gauklerin

### Neu-Ausgaben
- Das ist klassisch! Sprüche und Sentenzen. Herausgegeben und mit einer Vorrede von Egon Friedell. Mit Federzeichnungen von Gerald Narr. Buchverlag der Morgen, Berlin 1989.
  - Johann Nestroy: Lektüre für Minuten. Insel, Frankfurt 2001, ISBN 978-3-458-17094-5.
- Goethe und die Journalisten. Satiren im Duett. Hrsg. v. H. Illig. Löcker, Wien 1986, ISBN 3-85409-095-1.
- Ist die Erde bewohnt? Essays von 1919 bis 1931. Hrsg. v. H. Illig. Diogenes Verlag, Zürich 1985.
  - Ist die Erde bewohnt? Theater, Feuilleton, Essay, Aphorismen, Erzählung. Volk und Welt, Berlin 1990.
- Die Judastragödie, Bastei, Wien 1963.
- Kulturgeschichte Ägyptens und des Alten Orients. C.H.Beck, München, ISBN 978-3-406-44054-0.
- Kulturgeschichte Griechenlands. C.H.Beck, München, ISBN 978-3-406-38061-7.
- Kulturgeschichte der Neuzeit. Ausgabe in einem Band. C.H.Beck, München, ISBN 978-3-406-40988-2.
- Die Rückkehr der Zeitmaschine. Phantastische Novelle. Diogenes, Zürich 1974 (= detebe. Band 81), ISBN 978-3-257-20177-2.
- Steinbruch. Kleine Philosophie. Diogenes (detebe 21987), Zürich 1991, ISBN 3-257-21987-3.
- Vom Schaltwerk der Gedanken. Essays zu Politik, Geschichte, Philosophie, Religion, Theater und Literatur / Autobiographische Skizzen und Feuilletons. Herausgegeben von Daniel Keel und Daniel Kampa. Diogenes, Zürich 2007, ISBN 978-3-257-06625-8.
- Kulturgeschichte der Neuzeit. Kulturgeschichte Ägyptens, in einem Band. Zweitausendeins, ISBN 978-3-86150-893-9.

## Film
- 1978: Egon Friedell. Kauz, Dilettant und Genie. Eine Produktion des Saarländischen Rundfunks/Fernsehen 1978 (60 Minuten). Buch und Regie: Klaus Peter Dencker
- 2003: Ich spotte, auch wenn ich dafür bluten muss. Die zwei Seiten des Genies der Kulturgeschichte Egon Friedell, [Bildtonträger], Gespräch mit Heribert Illig. Düsseldorf: dctp in: (Deutsches Literaturarchiv, Marbach), 1 Videokassette (VHS, 25 Min.) farb.

## Belletristische Porträts
- Gernot Friedel: Egon Friedell – Abschiedsspielereien. Romanbiographie. Molden, Wien 2003, ISBN 3-85485-093-X.
- Egyd Gstättner: Wiener Fenstersturz oder: Die Kulturgeschichte der Zukunft. Roman. Picus, Wien 2017, ISBN 978-3-7117-2055-9.